# Pachycarpus appendiculatus
Pachycarpus appendiculatus är en oleanderväxtart som beskrevs av Ernst Meyer. Pachycarpus appendiculatus ingår i släktet Pachycarpus och familjen oleanderväxter. Inga underarter finns listade i Catalogue of Life.